# Sabicea burchellii
Sabicea burchellii är en måreväxtart som beskrevs av Herbert Fuller Wernham. Sabicea burchellii ingår i släktet Sabicea och familjen måreväxter. Inga underarter finns listade i Catalogue of Life.